# Балк Олександр Павлович
Олександр Павлович Балк (7 (19) лютого 1866 — 20 жовтня 1957, Сан-Паулу, Бразилія) — російський державний діяч, офіцер лейб-гвардії Волинського полку. До Лютневої революції — Петроградський градоначальник.

## Біографія
Закінчив 1-й кадетський корпус та Павлівське військове училище (1886). Випущений підпоручиком в 16-й піхотний Ладозький полк. У 1887 році переведений до лейб-гвардії Волинського полку.
Із 1903 року — в.п. помічника Варшавського обер-поліцеймейстера. Із 31 грудня 1906 року помічник Варшавського обер-поліцеймейстера. У 1915 році, після заняття Варшави німецькими військами, переведений до Москви, продовжуючи вважатися помічником Варшавського обер-поліцеймейстера.
Із10 листопада 1916 року — градоначальник Петрограда. У цей період у столиці вжито низка активних заходів для усунення страйків та перебоїв у постачанні продовольства, проведено навчання поліцейських по водінню трамваїв та налагоджено рух міського транспорту, відкрито рух Палацовим мостом через Неву.
24 лютого 1917 року всю повноту влади у місті передано командувачу військами Петроградського військового округу генерал-лейтенанту С. С. Хабалову.
Зміщений з посади і заарештований під час Лютневої революції. Перебував ув'язнений у Петропавлівській фортеці. У червні 1917 року за рішенням Тимчасового уряду звільнений із в'язниці.
Учасник Білого руху в Добровольчій армії та Збройних силах Півдня Росії. На початку 1918 року перебував у Ставрополі. У грудні 1919 — березні 1920 евакуйований з Криму в Салоніки. У травні 1920 року — в Югославії. Очолював об'єднання Волинського полку. Був начальником Белградського відділу Товариства російських офіцерів у Югославії.
Після 1945 року — в Бразилії.
Помер 1957 року в Сан-Паулу.